# Panicum caaguazuense
Panicum caaguazuense là một loài thực vật có hoa trong họ Hòa thảo. Loài này được Henrard mô tả khoa học đầu tiên năm 1922.